# Deniz Baysal
Deniz Baysal Yurtcu (Smirne, 5 aprile 1991) è un'attrice turca.

## Biografia
Deniz Baysal ha frequentato la scuola elementare di Karşıyaka e successivamente si è diplomata alla Anatolian High School. Sin dall'età di 10 anni ha iniziato a studiare recitazione presso il teatro municipale di Smirne dove ha lavorato anche come attrice teatrale per 10 anni. Ha iniziato la recitazione con l'incoraggiamento e il sostegno dell'insegnante di teatro.
Ha successivamente intrapreso gli studi universitari in commercio estero presso la Celal Bayar University.

## Carriera
Deniz Baysal è conosciuta soprattutto per le serie televisive Teşkilat e Söz, la commedia romantica Kaçak Gelinler e le serie drammatiche Fazilet Hanım ve Kızları e Derin Sular.

## Vita privata
Nel novembre 2018, Deniz si è fidanzata con Barış Yurtçu, il cantante principale della band Kolpa. Si sono sposati il 6 settembre 2019.